# Чемпіонат України з легкої атлетики в приміщенні серед молоді 2018

День 1
(ранкова сесія)

День 1
(вечірня сесія)

День 2
(ранкова сесія)

День 2
(вечірня сесія)

День 3

Чемпіонат України з легкої атлетики в приміщенні 2018 року серед молоді (спортсменів 1996 року народження та молодше) був проведений з 9 по 11 лютого в місті Суми в легкоатлетичному манежі Сумського державного університету спільно з аналогічним чемпіонатом серед дорослих. 
Одночасно з основним чемпіонатом був проведений чемпіонат України з легкої атлетики з легкоатлетичних багатоборств у приміщенні серед молоді.

## Медалісти (U23)

### Чоловіки
| Дисципліни                | Золото                    | Золото  | Срібло                  | Срібло  | Бронза                   | Бронза  |
| ------------------------- | ------------------------- | ------- | ----------------------- | ------- | ------------------------ | ------- |
| 60 метрів                 | Олександр Соколов (Мк)    | 6,70    | Дмитро Вітковський (Мк) | 7,01    | Олександр Зобенко (Чрк)  | 7,04    |
| 400 метрів                | Ярослав Демченко (См)     | 48,40   | Ілля Денисов (Днп)      | 49,41   | Антон Слізченко (См)     | 50,52   |
| 800 метрів                | Олег Миронець (Чрв)       | 1.49,52 | Дмитро Ковальчук (Кв)   | 1.53,24 | Станіслав Сеник (ІФ)     | 1.55,59 |
| 1500 метрів               | Андрій Аліксійчук (Днц)   | 3.54,01 | Артем Алфімов (Днц)     | 3.56,23 | Андрій Краковецький (Вн) | 3.56,84 |
| 3000 метрів               | Антон Грабовський (Рв)    | 8.24,53 | Олександр Вуйко (Вн)    | 8.40,83 | Тарас Чукань (Хм)        | 8.41,33 |
| 60 метрів з бар'єрами     | Богдан Чорномаз (Квм)     | 7,92    | Роман Супрун (Хрк)      | 8,02    | Віктор Солянов (Квм)     | 8,16    |
| 3000 метрів з перешкодами | Віталій Бадун (Квм)       | 9.10,77 | Ігор Желем (Лв)         | 9.12,89 | Назарій Чапля (Лв)       | 9.25,88 |
| Стрибки у висоту          | Вадим Кравчук (Лв)        | 2,15 м  | Сергій Слісенко (Лв)    | 2,10 м  | Роман Кузьмінов (Днц)    | 2,05 м  |
| Стрибки з жердиною        | Владислав Малихін (Кв)    | 5,50 м  | Кирило Кіру (Кв)        | 5,30 м  | Артур Бортніков (Днп)    | 5,00 м  |
| Стрибки у довжину         | Владислав Мазур (Жт)      | 7,83 м  | Ігор Гончар (Днц)       | 7,56 м  | Артем Матвєєв (Пл)       | 7,17 м  |
| Потрійний стрибок         | Олександр Малосілов (Днц) | 16,13 м | Павло Безніс (Хрк)      | 15,72 м | Олександр Попко (Днп)    | 15,43 м |
| Штовхання ядра            | Роман Кокошко (Вн)        | 18,40 м | Віктор Климук (Квм)     | 17,23 м | Степан Демянчук (Лв)     | 17,20 м |

### Жінки
| Дисципліни                | Золото                   | Золото   | Срібло                  | Срібло   | Бронза                     | Бронза   |
| ------------------------- | ------------------------ | -------- | ----------------------- | -------- | -------------------------- | -------- |
| 60 метрів                 | Аліна Калістратова (Хрк) | 7,57     | Вікторія Ратнікова (Од) | 7,62     | Каріна Жучкова (Мк)        | 7,78     |
| 400 метрів                | Анастасія Бризгіна (Зп)  | 53,86    | Яна Качур (Квм)         | 54,77    | Джойс Коба (Вн)            | 54,94    |
| 800 метрів                | Наталя Пироженко (Днц)   | 2.07,91  | Катерина Коваль (Днц)   | 2.13,17  | Оксана Більчак (Тр)        | 2.14,51  |
| 1500 метрів               | Юлія Мороз (Кв)          | 4.39,27  | Вікторія Шкурко (Кв)    | 4.44,60  | Марина Дуць (Днц)          | 4.45,37  |
| 3000 метрів               | Вікторія Шкурко (Кв)     | 10.03,97 | Марія Мазуренко (Кв)    | 10.04,54 | Тетяна Кравченко (Хрс)     | 10.04,93 |
| 60 метрів з бар'єрами     | Наталія Ручківська (Квм) | 8,26     | Олена Маляренко (Хрк)   | 8,40     | Анастасія Осокіна (Днп)    | 8,71     |
| 3000 метрів з перешкодами | Вікторія Федчик (Рв)     | 10.47,89 | Ганна Жмурко (Чрн)      | 11.02,14 | Вікторія Дуткевич (Лв)     | 11.24,42 |
| Стрибки у висоту          | Юлія Левченко (Квм)      | 1,95 м   | Лілія Клінцова (Хрк)    | 1,86 м   | Анастасія Матвійок (Лв)    | 1,75 м   |
| Стрибки з жердиною        | Юлія Максименко (Днп)    | 4,10 м   | Тетяна Колесник (Кв)    | 3,40 м   | Карина Вегнер (Вл)         | 3,20 м   |
| Стрибки у довжину         | Оксана Мартинова (Хрк)   | 6,04 м   | Діана Довгопол (Днп)    | 6,00 м   | Тетяна Головчук (Днп)      | 6,00 м   |
| Потрійний стрибок         | Катерина Попова (Днц)    | 13,47 м  | Тетяна Головчук (Днп)   | 13,04 м  | ОЛександра Пройдисвіт (Кв) | 12,81 м  |
| Штовхання ядра            | Тетяна Кравченко (Кв)    | 15,50 м  | Ганна Хопяк (Хрк)       | 14,52 м  | Юлія Байрак (Днп)          | 14,13 м  |

## Чемпіонат України з легкоатлетичних багатоборств (U23)

### Чоловіки
| Дисципліни  | Золото              | Золото    | Срібло              | Срібло    | Бронза            | Бронза    |
| ----------- | ------------------- | --------- | ------------------- | --------- | ----------------- | --------- |
| Семиборство | Максим Клівцур (Кв) | 4903 очки | Віталій Житнік (Кв) | 4775 очок | Іван Романяк (Лв) | 4472 очок |

### Жінки
| Дисципліни   | Золото         | Золото    | Срібло                    | Срібло    | Бронза             | Бронза    |
| ------------ | -------------- | --------- | ------------------------- | --------- | ------------------ | --------- |
| П'ятиборство | Аліна Шух (Кв) | 4472 очки | Ірина Рофе-Бекетова (Хрк) | 4113 очок | Ганна Нелепа (Днц) | 3554 очки |